# Biegi narciarskie na Mistrzostwach Świata w Narciarstwie Klasycznym 2005 – sprint drużynowy mężczyzn
Sprint drużynowy mężczyzn techniką dowolną – jedna z konkurencji rozgrywanych w ramach biegów narciarskich na Mistrzostwach Świata w Narciarstwie Klasycznym 2005; zawody odbyły się 25 lutego 2005 roku. Był to debiut tej konkurencji w programie mistrzostw świata, pierwszymi w historii mistrzami świata w sprincie drużynowym zostali Norwegowie Tore Ruud Hofstad i Tor Arne Hetland. Drugie miejsce zajęli Niemcy: Jens Filbrich i Axel Teichmann, a brązowy medal zdobyła reprezentacja Czech w składzie Dušan Kožíšek oraz Martin Koukal.

## Rezultaty
| Miejsce | Numer | Państwo           | Zawodnicy                               | Czas       | Strata     |
| ------- | ----- | ----------------- | --------------------------------------- | ---------- | ---------- |
| 01 !    | 26    | Norwegia          | Tore Ruud Hofstad Tor Arne Hetland      | 14:08,6    | —          |
| 02 !    | 25    | Niemcy            | Jens Filbrich Axel Teichmann            | 14:12,4    | +3,8       |
| 03 !    | 5     | Czechy            | Dušan Kožíšek Martin Koukal             | 14:13,4    | +4,8       |
| 4       | 21    | Włochy            | Cristian Zorzi Freddy Schwienbacher     | 14:21,9    | +13,3      |
| 5       | 27    | Francja           | Emmanuel Jonnier Vincent Vittoz         | 14:22,9    | +14,3      |
| 6       | 6     | Kanada            | Devon Kershaw George Grey               | 14:29,4    | +20,8      |
| 7       | 7     | Kazachstan        | Jewgienij Koszewoj Nikołaj Czebot´ko    | 14:36,9    | +28,3      |
| 8       | 22    | Rosja             | Iwan Ałypow Wasilij Roczew              | 14:57,4    | +48,8      |
| 9       | 1     | Szwecja           | Björn Lind Thobias Fredriksson          | 14:59,2    | +50,6      |
| 10      | 9     | Białoruś          | Siarhiej Dalidowicz Aleksandr Łazutkin  | 15:15,4    | +1:06,8    |
| 11      | 30    | Austria           | Johannes Eder Jürgen Pinter             | Półfinał 2 | Półfinał 2 |
| 12      | 3     | Estonia           | Priit Narusk Erki Jallai                | Półfinał 1 | Półfinał 1 |
| 13      | 24    | Polska            | Maciej Kreczmer Janusz Krężelok         | Półfinał 2 | Półfinał 2 |
| 14      | 4     | Stany Zjednoczone | Torin Koos Andrew Newell                | Półfinał 1 | Półfinał 1 |
| 15      | 23    | Finlandia         | Lauri Pyykönen Keijo Kurttila           | Półfinał 2 | Półfinał 2 |
| 16      | 11    | Ukraina           | Michaił Humeniak Ołeksandr Pucko        | Półfinał 1 | Półfinał 1 |
| 17      | 28    | Słowacja          | Stanislav Holenčík Michal Malák         | Półfinał 2 | Półfinał 2 |
| 18      | 8     | Australia         | Ben Sim Paul Murray                     | Półfinał 1 | Półfinał 1 |
| 19      | 2     | Szwajcaria        | Peter von Allmen Christoph Eigenmann    | Półfinał 1 | Półfinał 1 |
| 20      | 29    | Dania             | Martin Troels Møller Sebastian Sørensen | Półfinał 2 | Półfinał 2 |
| 21      | 10    | Chiny             | Han Dawei Li Zhiguang                   | Półfinał 1 | Półfinał 1 |
| 22      | 31    | Bułgaria          | Iwan Barjakow Weselin Cinzow            | Półfinał 2 | Półfinał 2 |
| —       | 32    | Południowa Afryka | Oliver Kraas Bevan Ferreira             | LAP        | LAP        |
| —       | 12    | Armenia           | Howhannes Sargsjan Edmond Chaczatrian   | LAP        | LAP        |